# Plus de whisky pour Callaghan
Série
À toi de jouer Callaghan
(1955) Et par ici la sortie
(1957)
Pour plus de détails, voir Fiche technique et Distribution.
Plus de whisky pour Callaghan est un film français réalisé par Willy Rozier en 1954 et sorti en 1955.

Il s'agit du second volet de la série des Callaghan. Il sera suivi par Et par ici la sortie en 1957.

## Fiche technique
- Titre : Plus de whisky pour Callaghan
- Réalisateur : Willy Rozier assisté de Tony Saytor
- Scénario : Willy Rozier adapté  du roman Aucune importance  de Peter Cheyney
- Dialogues : Jacques Vilfrid
- Photographie : Michel Rocca
- Montage : Madeleine Crétolle
- Musique : Jean Yatove et José Sentis
- Producteur : 	Willy Rozier
- Société(s) de production : Sport-Films
- Société(s) de distribution : Cocinor (Comptoir cinématographique du Nord)
- Pays de production :   France
- Format : Noir et blanc — 35 mm — 1,37:1 — Son : Mono
- Genre : Film policier
- Durée : 89 minutes (1 h 29)
- Date de sortie :
  - France : 7 décembre 1955
- Affiche : Jean Mascii (France)

## Distribution
- Tony Wright : Slim Callaghan
- Magali Vendeuil : Doria Varette
- Robert Berri : Comte Haragos
- Jean-Max : Commodore Schoubersky
- Diana Bel : Irania Trasmonti
- Mario David : Amédée
- Joe Davray : Inspecteur Vadet
- Michel Etcheverry : Prof. Ephraim Ponticollo
- Manuéla De Ségovia : La Montalban
- Agostino Vasco
- Christiane Barry : Comtesse Haragos
- Robert Burnier : Nicholls
- Fernand Rauzéna : Gonzalès
- Frédéric O'Brady : Souvaroff
- Jean Clarieux (non crédité)
- François Darbon (non crédité)